# Tee-Onkel

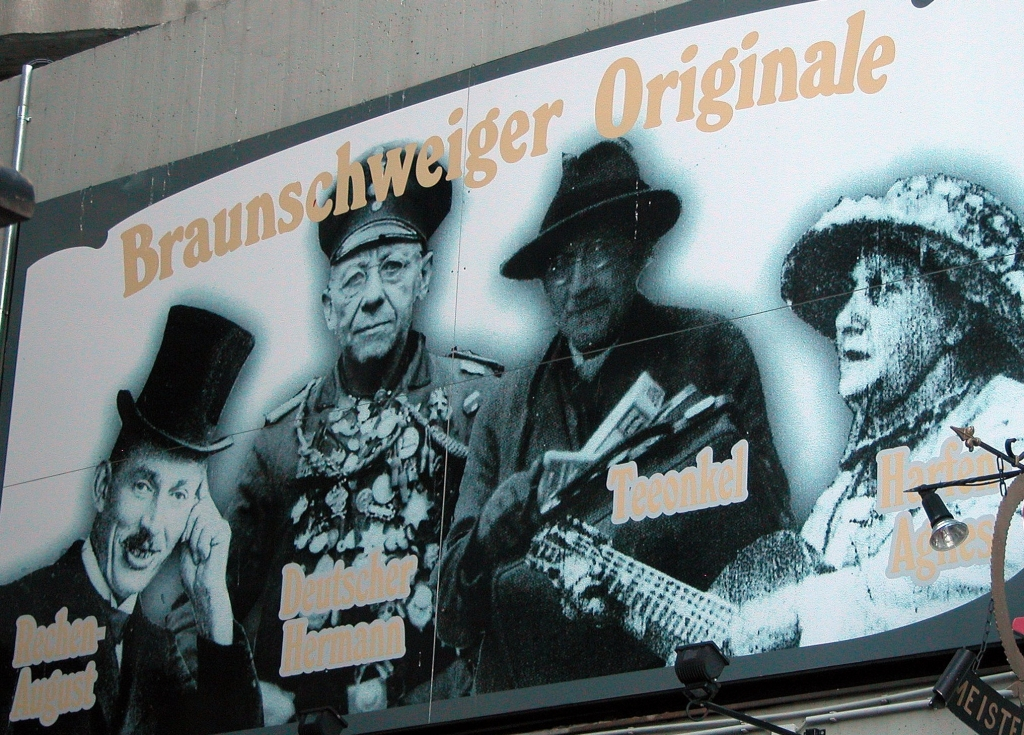
Braunschweiger Originale (v. l. n. r.): Rechen-August, Deutscher Hermann, Tee-Onkel und Harfen-Agnes.

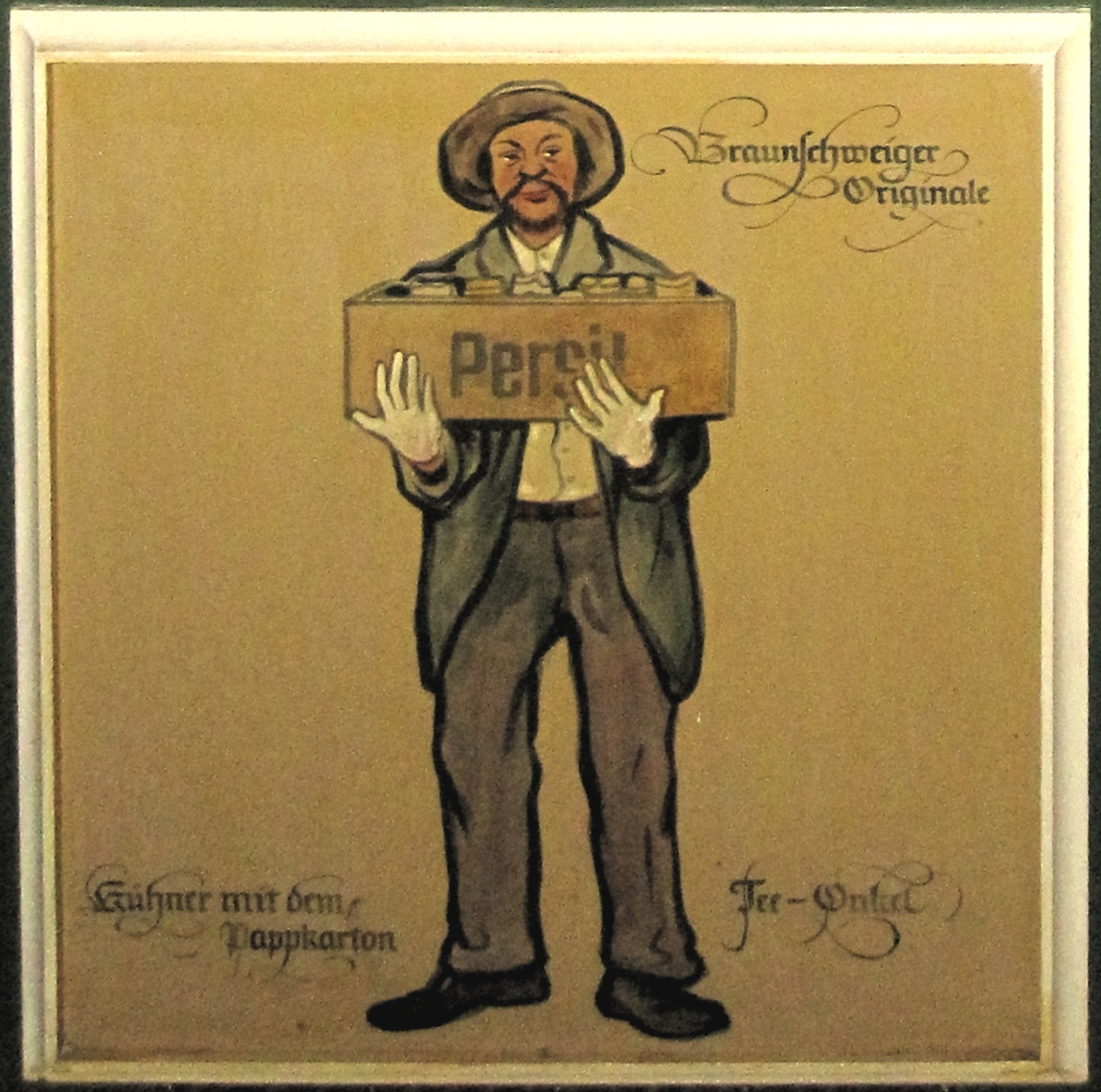
Tee-Onkel (Kühner mit dem Pappkarton) auf der Tür einer Damen-Toilette in der Gala-Traditionsstube

Tee-Onkel, auch Kühner mit dem Pappkarton, mit bürgerlichem Namen Alfred Kühner (* 30. März 1872 in Braunschweig; † 10. Juni 1945 in Neuerkerode), war ein Straßenhändler im Braunschweig des frühen 20. Jahrhunderts und gilt als eines von mehreren Stadtoriginalen in Braunschweig.

## Leben
Kühner war Sohn eines Zigarrenfabrikanten. Er wurde Besitzer einer Drogerie, welche jedoch scheiterte. Als Tee-Onkel wurde er bekannt, als er begann, als Hausierer und Straßenhändler mit einem Karton in der Hand Schuhcreme und Seife und hin und wieder auch getrocknete Kräuter anzubieten.
Gegen ein kleines Honorar soll er auch, seiner ehemaligen Tätigkeit als Drogist gerecht, gerne seinen Kunden den einen oder anderen Gesundheitstipp gegeben haben.
1943 kam er ins Altersheim der Neuerkeröder Anstalten, wo er 1945 starb.